# N,N-Diisopropyléthylamine
La N, N-diisopropyléthylamine (DIPEA), également appelée base de Hünig, est un composé chimique de formule semi-développée ((CH3)2CH–)2N–CH2CH3.
C'est une amine tertiaire utilisée comme base en chimie organique. Elle est essentiellement utilisée à la place de la triéthylamine en raison de son encombrement stérique plus important autour de l'atome d'azote limitant sa nucléophilie. En effet, l'atome d'azote est lié à deux groupes isopropyle et un groupe éthyle, et seul un proton H+ est assez petit pour venir s'y lier. La DIPEA est une base organique plutôt forte, cependant faiblement nucléophile, à l'image de la 2,2,6,6-tétraméthylpipéridine, ce qui en fait un réactif organique très utile.
On la prépare traditionnellement par réaction de la diisopropylamine avec le sulfate de diéthyle.